# Penicillium molle
Penicillium molle är en svampart som beskrevs av Pitt 1980. Penicillium molle ingår i släktet Penicillium och familjen Trichocomaceae.   Inga underarter finns listade i Catalogue of Life.